# Oneux
Oneux é uma comuna francesa na região administrativa de Altos da França, no departamento de Somme. Estende-se por uma área de 12,49 km². Em 2010 a comuna tinha 404 habitantes (densidade: 32,3 hab./km²).